# George Hyde Fallon
George Hyde Fallon (ur. 24 lipca 1902, zm. 21 marca 1980) – amerykański polityk, członek Partii Demokratycznej. W latach 1945–1971 był przedstawicielem czwartego okręgu wyborczego w stanie Maryland w Izbie Reprezentantów Stanów Zjednoczonych.